# De Hoop (Breda)
De Hoop is een voormalige korenmolen uit 1899. Hij staat aan de Liesboslaan in de Bredase wijk Princenhage. Van de stellingmolen resteert nog de romp, deze is 38 meter hoog (met gevlucht 47 meter) en daarmee de hoogste van de Benelux. Het is een rijksmonument.  

## Geschiedenis
In 1899 brandde de voorganger van De Hoop na blikseminslag uit. De eigenaar, Martinus Pals, liet de molen herbouwen. Hij besloot de nieuwe molen veel hoger te maken: met tien zolders en een kaphoogte van 38 meter werd het de hoogste molen van de Benelux. De zaken gingen goed, de molen werd in 1904 uitgebreid met een magazijn en Martin Pals verkocht de molen omdat hij wilde emigreren naar Amerika. De nieuwe eigenaar werd Piet van der Reijt breidde de molen verder uit met een groter magazijn in 1914 en in 1933. Het maalbedrijf werd in de loop der jaren gemoderniseerd  en in 1927 zijn de kap en de wieken eraf gegaan omdat het bedrijf, eerst met een zuiggasmotor en later als een elektrische maalderij werd voortgezet.
Tijdens de Tweede Wereldoorlog verleende de molenaar Frans van der Reijt op verzoek van verzetsstrijders Jaques van Loon en Sjef Adriaansen medewerking aan de inrichting van een seinpost van het verzet in de molen. Bij zijn arrestatie probeerde Van der Reijt te vluchten, maar hij werd door de SD neergeschoten. Op 31 december 1944 overleed hij in concentratiekamp Sachsenhausen.
Victor van der Reijt heeft de molen in 1958 verkocht aan H.J. Teeuwes die met zijn bedrijf uit de molen Het Fortuin verhuisde naar De hoop. De Hoop bleef als elektrische maalderij in bedrijf tot 1987. Na 1987 heeft het pand een tijd als onderkomen van een schildersbedrijf dienstgedaan. De molenromp diende ook als reclamezuil. De molen zou ook nog dienst gedaan hebben als oliemolen. 
De eigenaar van de molen J.B Hof is bezig met de restauratie. Wanneer de restauratie voltooid is, zal De Hoop de hoogste molen ter wereld zijn. In december 2003 heeft de Afdeling bestuursrechtspraak van de Raad van State in Den Haag bepaald dat in een straal van 500 meter om de molen geen hoge bebouwing mag komen. De restauratie zal worden voortgezet zodra de gemeente Breda daadwerkelijk het bestemmingsplan heeft aanpast.
Op de plaats waar vroeger de molenaarswoning was is omstreeks 2003 een nieuwbouw geplaatst. Bij deze nieuwbouw is rekening gehouden met de historische verhoudingen van de gebouwen. De vormgeving en materiaal keuze zouden een natuurlijk aangezicht vormen met het bakstenen metselwerk.

## Magazijnen
De voormalige magazijnen zijn gerestaureerd. De trapgevel en het zadeldak zijn in ere hersteld. Sinds 2007 is het pakhuis in gebruik als trouwlocatie en telt een tweetal modern/historische zalen voor feesten en partijen.

## Naam
Over de naam van de molen is onduidelijkheid. Er wordt beweerd dat de oorspronkelijke naam van de molen "Vrede en Hoop" zou zijn. Ter herinnering aan de vrede met België in 1839 na de Belgische Revolutie van 1830. Dit wordt echter ook stellig tegengesproken door andere partijen. 